# 田口千晶
田口 千晶（たぐち ちあき、1991年6月9日 - ）は、日本のモデル、女優である。奈良女子大学卒業。

## 略歴
2015年11月芸能活動を開始。2016年12月に2017年アサヒビールイメージガールに抜擢。

## 出演

### テレビドラマ
- 家族ノカタチ（2016年）鮫島由喜子 役
- 警視庁南平班〜七人の刑事〜（2016年）杜川美咲 役
- 黒い十人の女（2016年）霜山奈美 役

### 広告
- アメリカンブリティッシュタバコ KENT（2016年）
- グランヴィア京都（2018年）

### テレビ
・第40回 独占生中継 隅田川花火大会（2017年・7月）

### 始球式
・ヤフオクドーム（2017年・4月1日）
・甲子園球場（2017年・4月7日）
・Mazda Zoom-Zoom スタジアム広島（2017年・7月12日）
・甲子園球場（2017年・7月25日）
・ZOZOマリンスタジアム（2017年・7月28日）
・ナゴヤドーム（2017年・8月18日）